# Света Соломония (Литохоро)
„Света Соломония“ или „Свети Николай Вуненски“ (на гръцки: Aγίας Σολομωνής, Aγίου Nικολάου Bουναίνης) е православна църква в Литохоро, Егейска Македония, Гърция, част от Китроската, Катеринска и Платамонска епархия. В архитектурно отношение църквата е еднокорабен храм с дървен покрив и по-късно достроен нартекс. В храма са запазени стенописи от края на XVI - началото на XVII век. В 1992 година храмът е обявен за защитен паметник на културата.